# Kiểm soát ngoại hối

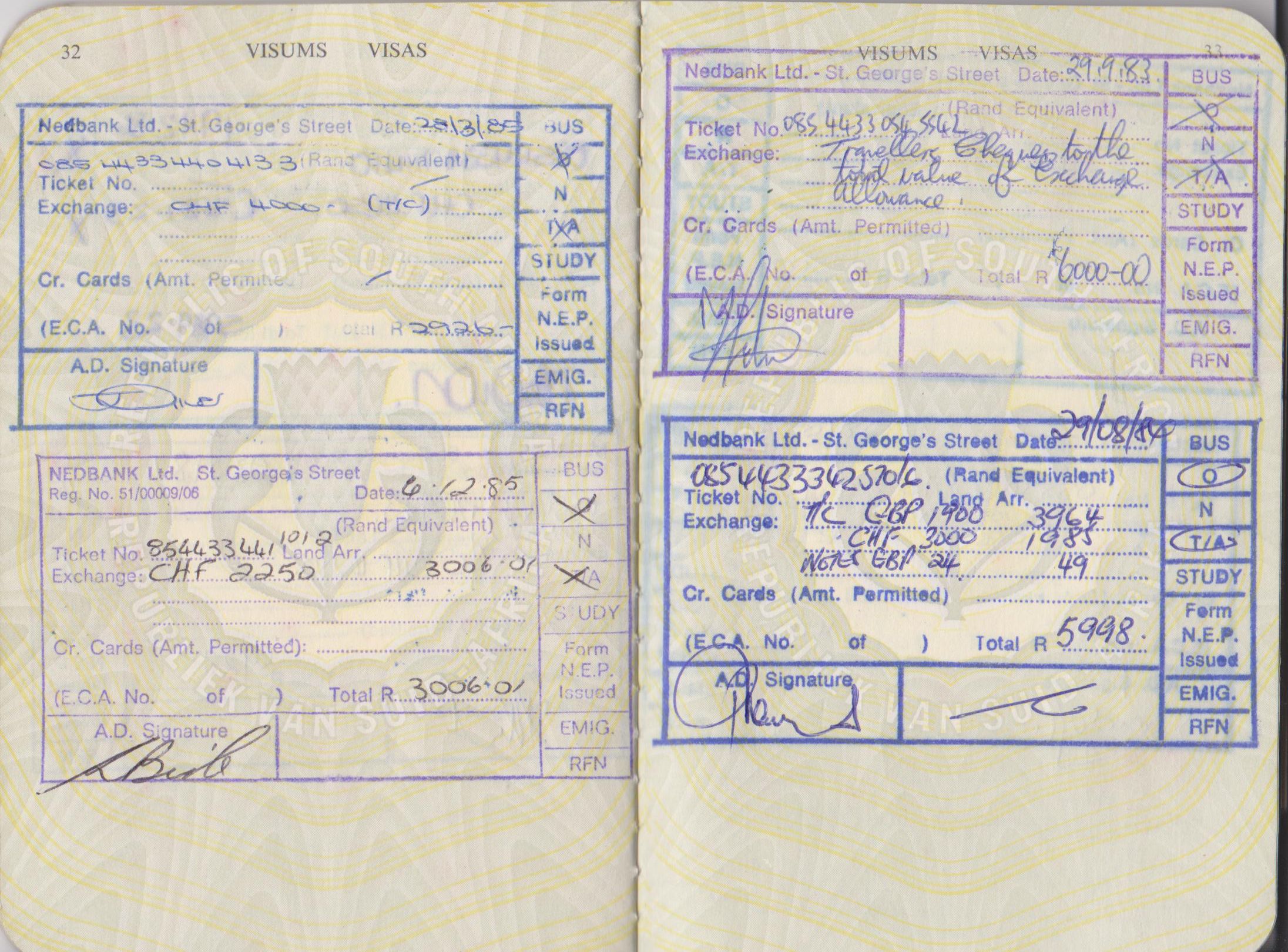
Bốn con dấu kiểm soát ngoại hối trong hộ chiếu Nam Phi từ giữa những năm 1980 cho phép người sở hữu hộ chiếu mang một lượng tiền nhất định ra khỏi đất nước. Các biện pháp kiểm soát ngoại hối như thế này được áp dụng bởi chính phủ Nam Phi thời kỳ phân biệt chủng tộc để hạn chế dòng vốn chảy ra khỏi đất nước

Kiểm soát ngoại hối (Foreign exchange controls) hay kiểm soát hối đoái là nhiều hình thức kiểm soát khác nhau do chính phủ áp đặt đối với việc mua/bán tiền tệ nước ngoài của cư dân cũng như đối với việc mua/bán tiền tệ nội địa của những người không phải cư dân (người không cư trú), hoặc việc chuyển bất kỳ loại tiền tệ nào qua biên giới quốc gia. Các biện pháp kiểm soát này cho phép các quốc gia quản lý nền kinh tế của mình tốt hơn bằng cách kiểm soát dòng tiền chảy vào và chảy ra (để ngăn chặn các luồng tiền nóng chảy ra và chảy vào), nếu không có thể tạo ra sự biến động tỷ giá hối đoái. Các quốc gia có nền kinh tế yếu cũng như nền kinh tế đang phát triển thường sử dụng các biện pháp kiểm soát ngoại hối để hạn chế đầu cơ tiền tệ đối với đồng tiền của quốc gia này. Chính quyền cũng có thể áp dụng kiểm soát vốn, hạn chế đầu tư nước ngoài vào quốc gia đó.  

## Các biện pháp
Các biện pháp kiểm soát hối đoái được áp dụng để hỗ trợ cho việc loại từ tình trạng thâm hụt cán cân thanh toán và bảo vệ tỷ giá hối đoái cố định. Đây là biện pháp hạn chế quy mô trao đổi tự do đồng tiền của một nước để lấy đồng tiền nước ngoài. Các hệ thống quản lý hối đoái đặt ra giới hạn trần cho khối lượng tiền có thể sử dụng cho mậu dịch hải ngoại (khoản vay offshoe) và mục đích đầu tư, thông thường có phân biệt đối xử với những mặt hàng cụ thể, ví dụ những mặt hàng nhập khẩu không thiết yếu. Các biện pháp kiểm soát ngoại hối phổ biến bao gồm: Cấm sử dụng ngoại tệ lưu hành trong nước; cấm người dân địa phương sở hữu ngoại tệ; hạn chế việc trao đổi tiền tệ với các đơn vị đổi tiền được chính phủ chấp thuận; tỷ giá hối đoái cố định; hạn chế số lượng tiền tệ có thể được nhập khẩu hoặc xuất khẩu. Thông thường, các biện pháp kiểm soát ngoại hối có thể dẫn đến việc tạo ra thị trường chợ đen đối với các loại tiền tệ. Điều này dẫn đến tình trạng nhu cầu thực tế về ngoại tệ lớn hơn nhu cầu có sẵn trên thị trường chính thức. Do đó, không rõ liệu các chính phủ có khả năng ban hành các biện pháp kiểm soát ngoại hối hiệu quả hay không.

## Lịch sử
Kiểm soát ngoại hối từng là biện pháp phổ biến ở hầu hết các quốc gia, ví dụ như nhiều quốc gia Tây Âu đã thực hiện kiểm soát ngoại hối trong những năm ngay sau Thế chiến II. Tuy nhiên, các biện pháp này đã dần dần được loại bỏ khi nền kinh tế hậu chiến ở lục địa này ngày càng vững mạnh, chẵng hạn như ở Vương quốc Anh đã dỡ bỏ những hạn chế cuối cùng vào tháng 10 năm 1979. Đến những năm 1990, đã có xu hướng hướng tới thương mại tự do và toàn cầu hóa và tự do hóa kinh tế. Ở Pháp thì việc kiểm soát ngoại hối bắt đầu sau Thế chiến thứ nhất. Sau đó, nó xuất hiện trở lại trong khoảng thời gian từ năm 1939 đến năm 1967. Sau một thời gian gián đoạn rất ngắn, kiểm soát ngoại hối đã được khôi phục vào năm 1968, nới lỏng vào năm 1984 và cuối cùng bị bãi bỏ vào năm 1989. Sau đó là ở nước Anh vào năm 1979 cũng thực hiện kiểm soát ngoại hối. Ở Nga có thời gian thực hiệm kiểm soát ngoại hối từ năm 1991 đến năm 2006.
Ngày nay, các quốc gia áp dụng biện pháp kiểm soát ngoại hối được gọi là "các quốc gia theo Điều 14", theo điều khoản trong Điều khoản Thỏa thuận của Quỹ Tiền tệ Quốc tế, trong đó chỉ cho phép kiểm soát ngoại hối đối với "Kinh tế chuyển đổi". Các quốc gia này bao gồm:
- Algeria
- Angola
- Argentina[4]
- Armenia
- Bahamas[5]
- Barbados[6]
- Belarus[7]
- Cameroon
- Trung Quốc[8][9]
- Cuba
- Ethiopia
- Ghana
- Ấn Độ
- Iran
- Libya
- Morocco
- Myanmar
- Mozambique
- Namibia[10]
- Nepal[11]
- Nigeria
- Bắc Triều Tiên
- Nga
- Samoa
- Nam Phi[12]
- Sudan
- Tunisia
- Ukraina[13]
- Uzbekistan
- Venezuela
- Zimbabwe
- Ở Việt Nam thì thẩm quyền quản lý nhà nước về ngoại hối và hoạt động ngoại hối được trao cho các cơ quan thuộc nhóm cơ quan hành pháp bao gồm Chính phủ, Ngân hàng nhà nước, các Bộ, cơ quan ngang bộ, Ủy ban nhân dân tỉnh, thành phố trực thuộc trung ương, tuy nhiên, thẩm quyền quản lý trực tiếp và chủ yếu thuộc về Ngân hàng Nhà nước Việt Nam[14].